# Society 1
A Society 1 egy indusztriális metal együttes Amerikából. 1999-ben alakultak meg Los Angelesben. Lemezeiket az Earache Records, DSN Music, InZane Records, Crash Music kiadók dobják piacra. Diszkográfiájuk nyolc nagylemezt, egy koncertalbumot és három DVD-t tartalmaz, továbbá az énekesük, Matt Zane, megjelentetett egy "spoken word" albumot is.

## Tagok
- Matt Zane - éneklés, programozás, gitár
- Dirt van Karloff - basszusgitár, háttér-éneklés
- Maxxxwell Carlisle - gitár
- Iorden Mitev - dobok

Ez a jelenlegi felállás, rajtuk kívül még többen megfordultak a bandában.

## Diszkográfia
Stúdióalbumok
- Slacker Jesus (2000)
- Words as Carriers (2002)
- Exit through Fear (2003)
- The Sound that Ends Creation (2005)
- The Years of Spiritual Dissent (2006)
- A Journey from Exile (2011)
- A Collection of Lies (2014)
- Rise from the Dead (2017)

## Egyéb kiadványok
Koncertalbumok/DVD-k
- Fearing the Exit (2004)
- The Creation of Sound (2006)
- In Our Own Images (2006)
- Live and Raw (2008)